# Callionymus maculatus
Callionymus maculatus es una especie de peces de la familia Callionymidae en el orden de los Perciformes.

## Distribución geográfica
Se encuentra desde el sur y el oeste de Islandia y de Noruega hasta el Senegal. También en el Mar Mediterráneo, incluyendo el Mar Adriático y el Mar Egeo pero no el Mar Negro.